# Bena (Minnesota)
Pour les articles homonymes, voir Bena.
La ville de Bena (en anglais [ˈbiːnə]) est située dans le comté de Cass, dans l’État du Minnesota, aux États-Unis. Sa population s’élevait à 116 habitants lors du recensement de 2010, estimée à 118 habitants en 2016.